# Atopsyche mayucapac
Atopsyche mayucapac là một loài Trichoptera trong họ Hydrobiosidae. Chúng phân bố ở vùng Tân nhiệt đới.
- Tư liệu liên quan tới Atopsyche mayucapac tại Wikimedia Commons